# Metamorfizm kontaktowy
Metamorfizm kontaktowy – zjawiska o charakterze lokalnym, zachodzące na kontakcie intruzji magmowej ze skałami osłaniającymi. Gdy zmiany zachodzą pod wpływem wysokiej temperatury pochodzącej z magmy wówczas nazywamy zjawisko metamorfizmem termicznym, drugi rodzaj zmian związany jest z metasomatozą ściśle związaną z procesami hydrotermalnymi i pneumatolitycznymi. Ten rodzaj metamorfizmu wiąże się z ochładzaniem brzeżnych części intruzji i zazębianiem jej ze skałą otaczająca poprzez powstanie licznych apofiz oraz żył; powiązane z powstawaniem niewielkich i mało licznych kontaktowych migmatytów. Zachodzi on przy stosunkowo wysokich temperaturach (400-800 °C), oraz przy stosunkowo niskich ciśnieniach 0,1-0,3 GPa.

## Produkty metamorfizmu kontaktowgo – skały kontaktowe
- Najbardziej odznaczające się zmiany wynikłe z wdarcia się magmy powstają w skałach ilasto-mułowcowych (osadowych) fyllitach oraz łupkach mikowych. Na kontakcie tworzą się wtedy hornfelsy, dalej łupki hornfelsowe, a najdalej łupki plamiste,
- Skały węglanowe oraz wapniowo-krzemianowe w wyniku tych procesów zamieniają się w marmury bądź skarny,
- Węgle przechodzą w grafit, dalej od intruzji w antracyt,
- Skały okruchowe np. piaskowce kwarcytowe ulegają rekrystalizacji przechodząc w kwarcyt, piaskowce arkozowe lub szarogłazy mogą ulegać przeobrażeniu kończąc jako gnejsy,
- Skały magmowe głębinowe o składzie zbliżonym do intrudującej magmy ulegają najmniejszym bądź w ogóle nie ulegają przeobrażeniu.

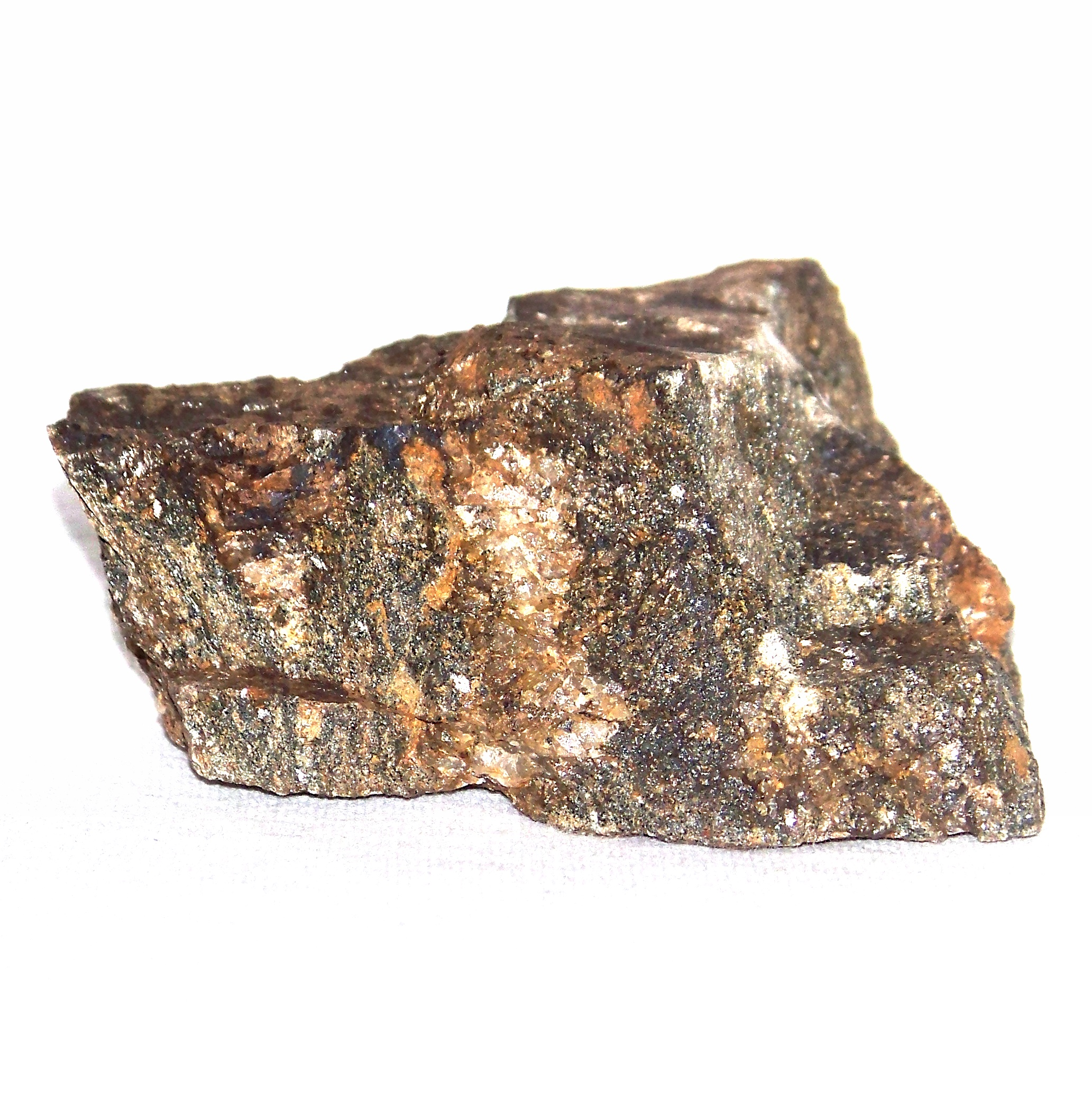
Hornfels
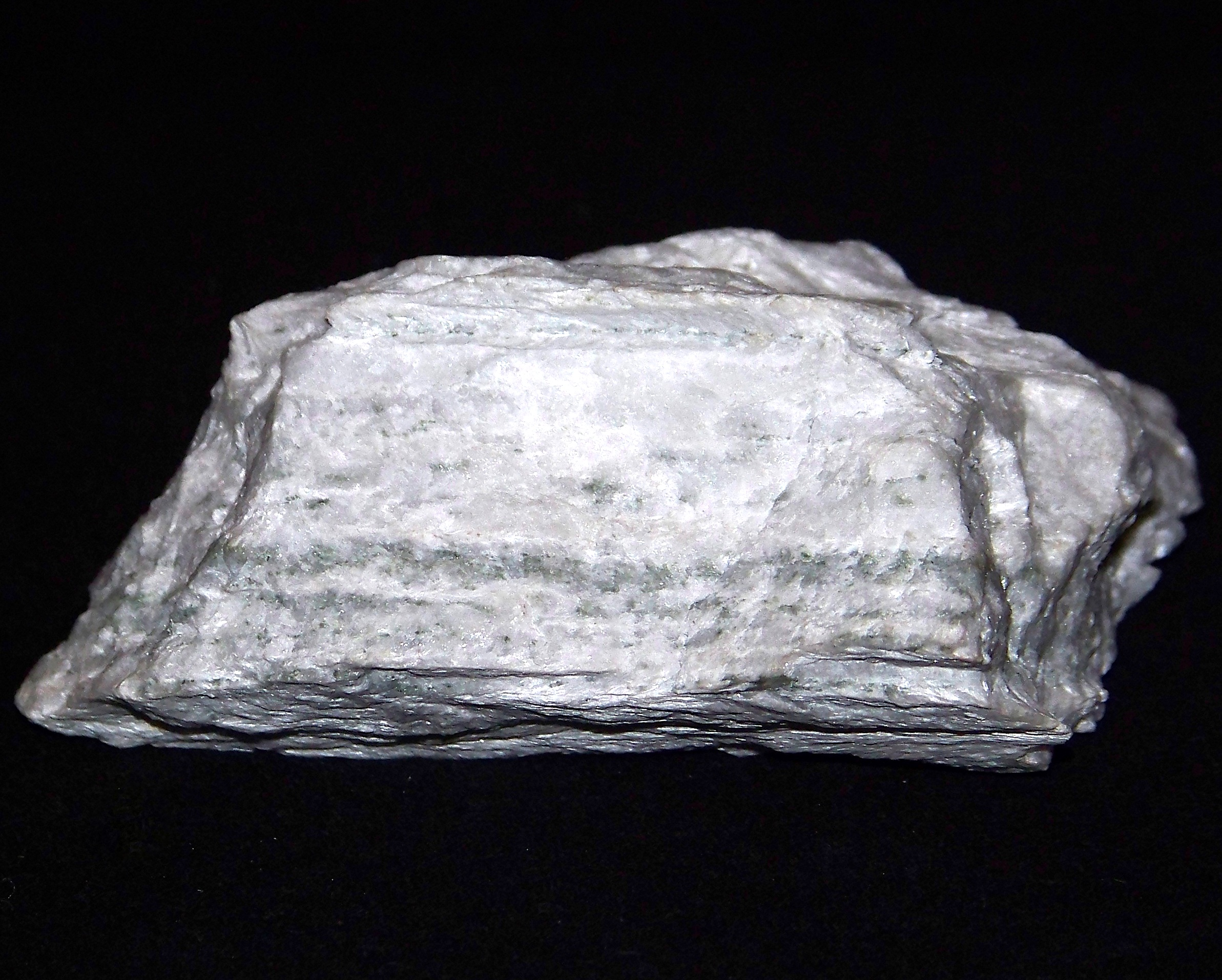
Skarn